# Puzzle (téléfilm, 2005)
Pour les articles homonymes, voir Puzzle (homonymie).

Puzzle (Chasing Ghosts) est un téléfilm américain de Kyle Dean Jackson diffusé en 2005 à la télévision.

## Synopsis
Après une carrière éprouvante dans la police, l'inspecteur Kevin Harrison va prendre une retraite bien méritée. A une semaine de son départ prématuré, Harrison, en compagnie de son adjoint et futur successeur, enquête sur le meurtre de plusieurs caïds de la pègre new-yorkaise. Autant d'exécutions d'une cruauté inimaginable. Auprès des cadavres, la police retrouve à chaque fois un cliché volontairement abandonné par le tueur. Le destinataire du message est l'inspecteur Harrison, dont les inquiétants fantômes ressurgissent à mesure que les photos révèlent le visage d'un homme disparu dans des circonstances jusqu'alors inexpliquées...

## Fiche technique
- Titre original : Chasing Ghosts
- Scénario : Alan Pao et Corey Large
- Origine : États-Unis
- Durée : 109 minutes
- Format : Couleurs

## Distribution
- Michael Madsen : Kevin Harrison
- Corey Large : Cole Davies / Keris Alfiri
- Shannyn Sossamon : Taylor Spencer
- Michael Meat Loaf Aday : Richard Valbruno
- Gary Busey : Marcos Alfiri
- Sean Whalen : Marshall
- Lochlyn Munro : John Turbino
- Tom Wright (en) : Tom Shields
- Michael Rooker : Mark Spencer
- Danny Trejo : Carlos Santiago
- James Duval : Dmitri Parramatti
- Patrick Kilpatrick : Neil
- Mark Rolston : Frank Anderson
- Robert Miano : Anthony Parramatti
- Rene Mousseux : James Whineman
- Leslie Stevens : Kelly Minwary
- Bru Muller : Joe
- Jeffrey Dean Morgan : Detective Cole Davies
- Troy Mittleider : Edward
- Jon Spinogatti (en) : Officer Lohaus
- Michael Patrick McGill : Officer Sirko
- G. Peter King : Officer Kramer
- Ian Eyre : Officer Jackson
- Michael Sabatino (en) : Mike Rigalio
- Hamilton Mitchell : Louie Pantz
- Simona Fusco : Bree
- Jamie Everett : Jen
- Mark Hewlett : Barman
- Rende Rae Norman : Janet Scott
- Mike Prophete : Club Manager
- John Fava : Club Owner
- Jerry Gelb : Jerry
- Mike Baldridge : Anders Verbinski
- Barbara Niven : Patricia King
- Colleen Shannon : DJ
- Kyle Kramer : Forensics Officer
- Brian Eldridge : Bystander
- Joshua Gordon : Street Cop
- Andrew A. Rolfes : Prison Guard
- Amy Martinson : Réceptionniste
- Alan Pao : Valet
- Scott K. Cameron : SWAT Team
- Craig Clark : SWAT Team
- Vincent E. Friendl : SWAT Team
- David Haas : SWAT Team
- Steve Hom : SWAT Team
- K.D. Jeters : SWAT Team
- Dain Kennedy : SWAT Team
- Brian L. Mollenkopf : SWAT Team
- Ed Morlan : SWAT Team
- Chris Swallow : SWAT Team
- Joseph Vigil : SWAT Team

## Version française
- Société de doublage : NDE Production
- Direction artistique : Antony Delclève
- Adaptation des dialogues : Frédéric Alameunière
- Enregistrement et mixage :